# Kyrie en fa majeur K. 33 de Mozart
Paris
Pour les articles homonymes, voir K33.
Le Kyrie en fa majeur, K. 33, connu sous le nom de « Paris », est une composition sacrée pour chœur et cordes écrite par Wolfgang Amadeus Mozart le 12 juin 1766, quand il avait seulement dix ans.

## Histoire
La pièce a été composée durant le séjour à Paris de la famille Mozart, dans le but de promouvoir son image d'enfant prodige. La composition montre l'influence de Johann Schobert et de la musique religieuse française. Elle est basée sur une chanson de ce pays. L'interprétation de la pièce dure environ dix minutes. Le manuscrit montre que c'est le père de Mozart qui a mis par écrit la composition.
Durant les jours qu'il a passés à Paris, Mozart s'est produit dans différents concerts devant la cour du roi Louis XV, grâce à l'influence de l'écrivain allemand Friedrich Melchior von Grimm.

## Structure
- Larghetto, en fa majeur, à 
, 42 mesures

## Instrumentation
Le Kyrie est écrit pour un chœur mixte (soprano, alto, ténor et basse), un orchestre formé de cordes et basse continue.